# Molang
Molang (kinesiska: 莫埌村) är en by i häradet Teng i södra Kina. Den 21 mars 2022 störtade China Eastern Airlines Flight 5735 bara meter från byn.